# Sphenomorphus sarasinorum
Sphenomorphus sarasinorum es una especie de escincomorfos de la familia Scincidae.

## Distribución geográfica
Es endémica de la isla de Célebes (Indonesia).